# BYD Auto
BYD Auto Co., Ltd. este filiala auto a companiei BYD. Produce vehicule electrice cu baterii și vehicule electrice hibride plug-in (PHEV), în China. De asemenea, produce autobuze și camioane electrice.
BYD Auto a fost fondată în ianuarie 2003 de Wang Chuanfu (proprietarul BYD). Prima mașină produsă de BYD, BYD F3, a intrat în producție pentru prima dată în 2005. BYD a început să producă primul său vehicul electric hibrid plug-in, în 2008, urmat de primul său vehicul electric de producție cu baterii, în 2009. BYD a încheiat producția de mașini cu motor cu ardere internă în martie 2022 pentru a se concentra pe vehicule electrice. Compania își vinde vehiculele sub marca principală BYD și vehiculele de ultimă generație sub mărcile Denza și Yangwang. Din 2021, compania și-a extins vânzările de mașini pe piețele din Europa, Asia de Sud-Est, Oceania și America de Sud.